# Кисляковское сельское поселение (Краснодарский край)
Кисляковская сельское поселение — муниципальное образование в составе Кущёвского района Краснодарского края России.
В рамках административно-территориального устройства Краснодарского края ему соответствует Кисляковский сельский округ.
Административный центр — станица Кисляковская.

## Население
| 2010  | 2012  | 2013  | 2014  | 2015  | 2016  | 2017  |
| ----- | ----- | ----- | ----- | ----- | ----- | ----- |
| 5488  | ↘5426 | ↗5448 | ↗5456 | ↘5409 | ↘5407 | ↗5419 |
| 2018  | 2019  | 2020  | 2021  | 2023  |       |       |
| ↘5399 | ↘5371 | ↘5322 | ↘4989 | ↘4897 |       |       |

## Населённые пункты
В состав сельского поселения (сельского округа) входят 2 населённых пункта:
| № | Населённый пункт | Тип населённого пункта | Население (чел.) |
| - | ---------------- | ---------------------- | ---------------- |
| 1 | Кисляковская     | станица                | ↘4717            |
| 2 | Кисляковка       | посёлок                | ↘272             |

## Известные уроженцы
- Прихидько, Николай Яковлевич (1899—1957) — советский военачальник, генерал-лейтенант (1945). Родился в станице Кисляковская.